# 친핵체

친핵체(親核體, 영어: nucleophile)는 화학 반응에서 화학 결합을 형성하기 위해 친전자체에게 전자쌍을 주는 화학종이다. 자유 전자쌍이나 최소한 하나의 파이 결합을 가진 분자나 이온은 친핵체로서 작용할 수 있다. 친핵체는 전자를 주기 때문에 루이스 염기이다.